# Battaglia di Inverurie (1308)
La battaglia di Inverurie del 1308 (detta anche battaglia di Barra) venne combattuta il 23 maggio 1308, tra le forze reali scozzesi e un gruppo di ribelli guidato da John Comyn, III conte di Buchan. Secondo lo storico Barbour, la battaglia si sarebbe svolta in realtà nel dicembre del 1307. Per quanto considerata parte delle guerre d'indipendenza scozzesi, essa è piuttosto considerata oggi come parte di una breve guerra civile. La battaglia risultò una vittoria del re Roberto I di Scozia sui suoi nemici tradizionali, capeggiati da John Comyn, III conte di Buchan.

## Una faida di sangue
Nel febbraio del 1306, Robert Bruce ed i suoi sostenitori uccisero John III Comyn, signore di Badenoch. Comyn era nipote dell'ex re scozzese John Balliol ed aveva giocato un ruolo fondamentale nella guerra contro gli inglesi. La sua morte innescò automaticamente la risposta della sua famiglia e di tutti i clan ad essa associati contro Bruce ed i suoi alleati. Tra questi vie era un cugino di Comyn, anch'egli chiamato John Comyn, conte di Buchan. Edoardo I d'Inghilterra morì nel luglio del 1307. Suo figlio, Edoardo II, preoccupato dei problemi di politica interna, si disinteressò alla Scozia. Bruce colse l'occasione per riprendere la propria lotta armata e consolidare il proprio potere nel 1308.

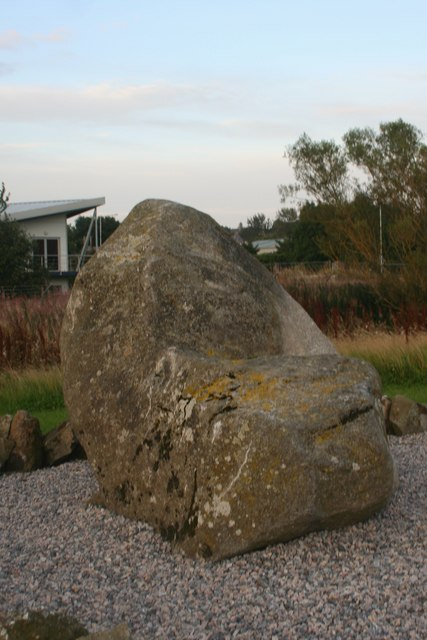
Il trono di Bruce, la pietra da cui si dice re Roberto I abbia diretto la battaglia di Inverurie

## L'inizio della guerra
Uno dopo l'altro, re Roberto si confrontò coi suoi nemici in patria, iniziando dal clan di Balliol a Galloway. Da sud del paese si portò verso le lowlands inglesi al centro, dirigendosi poi ad ovest attraverso l'Argyllshire attraverso il Great Glen e poi verso Inverness ed a nordest, nel territorio di Buchan. Aveva al suo comando 3000 uomini secondo una lettera inviata dal conte di Ross a re Edoardo d'Inghilterra, anche se gli storici moderni sono soliti ritenere quel numero un'esagerazione. Ad ogni modo, re Roberto si ammalò di una malattia sconosciuta ce gli fece abbandonare il campo per un tempo considerevole ed all'epoca della battaglia di Inverurie disponeva di circa 700 uomini.
Sfortunatamente gli unici resoconti sull'intera campagna nell'Aberdeenshire provengono da fonti ostili al conte di Buchan. Edward Bruce, dopo uno scontro inconcludente con la fazione a lui opposta, spostò il proprio accampamento a Strathbogie, ed il re venne portato su una barella sul posto.

## La collina di Barra
Durante la sua malattia, re Roberto I venne trasportato di luogo in luogo dai suoi sostenitori. Tra il dicembre del 1307 ed il maggio del 1308, il suo esercito si accampò a Inverurie nei pressi di Oldmeldrum. Buchan mantenne pronte le sue forze a reagire a quelle reali scozzesi e si accampò a Meldrum, a nordest della posizione di re Bruce. Al calar del sole, David, signore di Brechin, intraprese un attacco a sorpresa su uno degli avamposti scozzesi, uccidendo diversi uomini; il resto dei combattenti fuggì a Inverurie.
Re Roberto I, che era ancora malato, si alzò dal letto e si preparò al contrattacco. Il conte di Buchan portò le sue forze lungo la strada per Inverurie, tra la collina di Barra e le paludi del Lochter Burn. La milizia che il conte aveva raccolto venne posta nella retroguardia, lasciando la prima linea ai suoi cavalieri, ma quando i primi videro il re scozzese in prima linea coi suoi uomini sapendo che pure era stato gravemente malato, si terrorizzarono ed il morale cadde a terra. John Barbour così descrisse la scena in una sua narrazione poetica:
Buchan tentò di resistere, ma dovette poco dopo abbandonare il campo di battaglia, inseguito com'era dagli uomini del re, giungendo sino a Fyvie. Sul finire dell'anno, probabilmente dopo la caduta dei suoi castelli, il conte fuggitivo si portò in Inghilterra dove morì in quello stesso anno. La battaglia di Inverurie sottomise definitivamente l'Aberdeenshire a re Roberto.